# Sputnik (Nachrichtenportal)

Logo von Sputnik (in der deutschsprachigen Ausgabe ohne Schriftzug)

Sputnik (russisch „Weggefährte“ oder „Begleiter“) des staatlichen russischen Medienunternehmens Rossija Sewodnja ist ein international tätiger, mehrsprachiger Radiosender und Nachrichtenportal. In der deutschsprachigen Ausgabe firmiert das Portal seit 2020 als einzige Ausnahme unter SNA. Der Sender ist Werkzeug der russischen Regierung, um eigene Propaganda in anderen Ländern zu verbreiten.
Die  Europäische Union kündigte im Februar 2022 ein Verbot des Senders an, mit dem Ziel, „die Verbreitung von Lügen“ zum russischen Überfall auf die Ukraine zu verhindern. Anfang März 2022 teilte SNA daraufhin mit, die Tätigkeit in Deutschland, Frankreich, Griechenland und Spanien einzustellen.

## Organisation und Entwicklung
Sputnik ist seit dem 10. November 2014 im Netz. Es gab 2015 an, Redaktionen an 130 Standorten in 34 Ländern zu haben und in 30 Sprachen zu senden.
Sputnik übernahm unter anderem die Mitarbeiter der Nachrichtenagentur RIA Novosti und des ehemaligen Auslandsrundfunks Stimme Russlands, dessen Programm kurzzeitig unter dem Sendenamen Radio Sputnik firmierte. RIA Novosti war Russlands internationale Nachrichtenagentur, bis sie 2013 aufgelöst wurde. Auf Anordnung des Präsidenten wurde am 9. Dezember 2013 die neue Nachrichtenagentur Rossija Sewodnja gegründet, das auch den Fernsehkanal Russia Today betreibt, mit Dmitri Kisseljow als Generaldirektor.
Kisseljow sagte bei der Gründung 2014, der Dienst richte sich an ein Auditorium, das „alternative Meinungen“ suche.
Das Investitionsbudget soll 2015 15,4 Milliarden Rubel (etwa 263 Millionen Euro) betragen haben, 41 Prozent mehr als 2014. Für „Sputnik News“ sollen zusätzlich 6,48 Milliarden Rubel vorgesehen gewesen sein.
Nach Angaben der Süddeutschen Zeitung kontaktierte Sputnik Mitte 2015 deutsche Sender mit dem Wunsch, Sendezeit zu erwerben. In dem Schreiben, das von Sputniknews als echt bestätigt worden sei, hieß es, Sputnik wolle „die Zuhörerschaft in Deutschland erweitern“ und biete „alternative Nachrichteninhalte zum Weltgeschehen“. Mega Radio SNA übernahm bis März 2022 Sputnik-Inhalte.
Meedia-Chefredakteur Stefan Winterbauer rechnet Sputnik News, mit etwa 600.000 Social-Media-Interaktionen im Februar 2016, zu den erfolgreichsten „sogenannten Alternativmedien“ „aus einem rechten Paralleluniversum“. Er vermutet dabei auch viele Russlanddeutsche unter den deutschen Konsumenten. Bei der medialen Durchdringung im deutschsprachigen Raum hat Sputnik seit 2015 gegenüber dem, angeblich erfolgreicheren, Fernsehsender RT in den Sozialen Netzwerken Marktanteile verloren. Durch geschickte Suchmaschinenoptimierung habe es Sputnik News dennoch geschafft, seine Google-News-Ergebnisse höher zu platzieren.
Am 8. Dezember 2020 wurde die deutschsprachige Website einem Rebranding unterzogen: der Name „Sputnik“ wurde gegen „SNA“ ausgetauscht. Mit Ausnahme der deutschsprachigen Website treten alle anderen 29 Sprachversionen weiterhin unter dem Label „Sputnik“ auf (Stand Juli 2021).
Die Präsidentin der Europäischen Kommission Ursula von der Leyen kündigte im Februar 2022 ein Verbot des Senders in der Europäischen Union an, mit dem Ziel, „die Verbreitung von Lügen“ zum russischen Überfall auf die Ukraine zu verhindern. Die Maßnahmen traten am 2. März 2022 in Kraft. Am 3. März 2022 beendete SNA seine Tätigkeit in Deutschland, Frankreich, Griechenland und Spanien.
Der Chef von Sputnik Moldawien wurde als Bedrohung der nationalen Sicherheit 2023 des Landes verwiesen.

## Propaganda
Julian Hans schrieb in der Süddeutschen Zeitung, Sputnik sei ein neuer Versuch, russische Staatspropaganda in Deutschland zu verbreiten. Nach Ansicht des Moskauer ARD-Hörfunkkorrespondenten Markus Sambale sehe sich Wladimir Putin in einem Informationskrieg mit dem Westen, den er mit der Pressefreiheit widersprechenden Mitteln führe. Die FAZ kritisierte, Interviewpartner würden bei Sputnik emotional aufgeladenen Suggestivfragen ausgesetzt, deren Beantwortung sie zu missverständlichen Antworten verführe.
Ein Bericht über eine erfundene Vergewaltigung einer russischstämmigen Schülerin durch Migranten in Berlin (der Fall Lisa) wurde maßgeblich von Sputnik verbreitet, was zu beträchtlicher Unruhe unter Russlanddeutschen bis hin zu Demonstrationen mit mehreren hundert Teilnehmern auch vor dem Kanzleramt führte. Die Falschbehauptungen wurden in der Folge auch von rechtsextremen Kreisen aufgegriffen und gegen Flüchtlinge und die Migrationspolitik der Bundesregierung instrumentalisiert. Der russische Außenminister Sergei Wiktorowitsch Lawrow unterstellte den deutschen Ermittlungsbehörden, eine Vergewaltigung zu vertuschen. Bundesaußenminister Frank-Walter Steinmeier kritisierte daraufhin seinen russischen Amtskollegen scharf und warnte davor, die wahrheitswidrigen Berichte für „politische Propaganda“ zu instrumentalisieren. Der Direktor der Gedenkstätte Berlin-Hohenschönhausen, Hubertus Knabe, erklärte in diesem Zusammenhang, seit der Gründung des Nachrichtenportals Sputnik im Jahr 2014 gebe es eine massive Propaganda mit häufig ausländerfeindlicher und rechtsradikaler Ausrichtung; die sozialen Medien würden vom Kreml systematisch zur Stimmungsmache genutzt.
Im Zusammenhang mit dem Referendum über den Verbleib des Vereinigten Königreichs in der Europäischen Union hatten, nach Einschätzung angesehener Pressemedien, Sputnik und Russia Today in ihrer Berichterstattung Anfang Februar 2016 systematisch die „Out“-Position unterstützt. Befürworter des EU-Austritts wurden doppelt so häufig zitiert wie Gegner, ihre Stellungnahmen wurden auffälliger positioniert (z. B. in der Überschrift) und ihnen wurde in den Artikeln mehr Raum gegeben. Warnungen, der EU-Austritt könne sich negativ auf die Wirtschaft auswirken, wurden in redaktionellen Kommentaren u. a. als „Panikmache“ bezeichnet. Texte enthielten Wertungen und Pejorativa, etwa die Behauptung, David Cameron suche „verzweifelt“ nach einer Einigung mit EU-Vertretern oder der ausgehandelte Kompromiss im Februar bedeute für Cameron einen „ernsthaften Schritt abwärts“.
In einer im August 2016 veröffentlichten Studie des Center for European Policy Analysis über den Einfluss des Sputnik in Ost- und Zentraleuropa wird dessen Vorgehensweise als „einseitige Feindseligkeit gegenüber dem Mainstream“ beschrieben. Sputnik gewähre den Protest-, Anti-Establishment- und pro-russischen Abgeordneten in diesen Ländern eine überproportionale Berichterstattung; dies sei systematisch, und selbst wenn es sich um Mainstream-Politiker handele, würden nur diejenigen Kommentare ausgewählt, die die Darstellung eines korrupten, dekadenten und russophoben Westens weiter untermauerten.
Der französische Präsident Emmanuel Macron griff bei seinem Treffen mit dem russischen Präsidenten Wladimir Putin die russischen Medien Sputnik und Russia Today (RT) an. Macron sagte, ihre Mitarbeiter seien keine Journalisten, sondern „Werkzeuge der Einflussnahme und der Propaganda – der falschen Propaganda“. Macron begründete damit, warum er ihren Mitarbeitern keinen Zugang zu seinem Wahlkampf gewährt hatte. Er erinnerte außerdem daran, dass RT und Sputnik Unwahrheiten über sein Privatleben verbreitet hatten, nämlich dass er homosexuell sei.
Der amerikanische Journalist Andrew Feinberg war mehrere Monate lang für Sputnik als Korrespondent im Weißen Haus tätig, bevor er im Mai 2017 entlassen wurde. Nach seinem Zeugnis diente seine Arbeit nicht dazu, die Geschehnisse korrekt zu beschreiben, sondern primär dazu, die US-Politik als heuchlerisch oder zweifelhaft darzustellen. Zum endgültigen Zerwürfnis sei es über seine Weigerung gekommen, offensichtlich haltlosen Unterstellungen gegen Hillary Clinton nachzugehen.
Das Bundesamt für Verfassungsschutz führt in seinem Jahresbericht für 2018 aus, dass Sputnik einer der wichtigsten Akteure bei der verschleierten und subtilen Beeinflussung der deutschen Öffentlichkeit durch russische Staatsmedien sei.
2019 zählte der Vorsitzende des Deutschen Journalistenverbands (DJV) Frank Überall Sputnik zu den „Propagandainstrumenten des Kremls“.
Auch während der COVID-19-Pandemie gehörte Sputnik zu den russischen Medien, die propagandistisch eingefärbte Darstellungen und Falschnachrichten im Ausland weitergaben. So verbreitete das Nachrichtenportal über Facebook und Twitter die falsche Information, wonach zur Vorbeugung von Infektionen mit dem Coronavirus SARS-CoV-2 „Händewaschen nichts nutzt“. Der englische Dienst von Sputnik warnte vor „autoritären Trends“ in Europa im Gefolge der Maßnahmen zur Eindämmung des Virus.
Im Zuge des russischen Überfalls auf die Ukraine 2022 veröffentlichten RIA Novosti und Sputnik am 26. Februar 2022 einen Online-Kommentar, der wahrheitswidrig einen russischen Sieg über die ukrainischen Streitkräfte behauptete. In dem Beitrag wurde behauptet, das russische Staatsgebiet sei um die Ukraine und Belarus vergrößert worden und damit das Ende einer angeblichen westlichen Vorherrschaft erreicht.